# Popielawy (Łódź)
Pour les articles homonymes, voir Popielawy.
Popielawy est une localité polonaise de la gmina de Rokiciny, située dans le powiat de Tomaszów Mazowiecki en voïvodie de Łódź.